# Sidon (Mississippi)
Pour les articles homonymes, voir Sidon.
Sidon est une ville américaine située dans le comté de Leflore, dans le Mississippi. Selon le recensement de 2020, sa population est de 311 habitants.